# Canton de Gray
Le canton de Gray est une circonscription électorale française située dans le département de la Haute-Saône et la région Bourgogne-Franche-Comté.

## Géographie
Ce canton est organisé autour de Gray dans l'arrondissement de Vesoul. Son altitude varie de 186 m (Apremont) à 260 m (Angirey).

## Histoire
Par décret du 17 février 2014, le nombre de cantons du département est divisé par deux, avec mise en application aux élections départementales de mars 2015. Le canton de Gray est conservé et s'agrandit. Il passe de 21 à 24 communes.

## Représentation

### Conseillers d'arrondissement (de 1833 à 1940)
Le canton de Gray avait deux conseillers d'arrondissement.
Il appartenait à l'arrondissement de Gray jusqu'à sa disparition en 1926.
| Période                                  | Période          | Identité                               | Étiquette     | Qualité |
| ---------------------------------------- | ---------------- | -------------------------------------- | ------------- | --- |
| 1833                                     | 1839             | M. Lapêne                              |               | Négociant à Gray                                                                                            |
| 1833                                     | 1848             | Pierre Jean Baptiste Alexandre Mugnier |               | Avocat, maire de Gray                                                                                       |
| 1839                                     | 1845             | M. Chabaud                             |               | Juge de paix à Gray                                                                                         |
| 1845                                     | 1848             | M. Huot                                |               | Négociant à Gray                                                                                            |
|                                          |                  |                                        |               | |
|                                          | 1887 (démission) | Maurice Signard                        | Républicain   | Médecin, maire de Gray                                                                                      |
|                                          |                  |                                        |               | |
| 1919                                     | 1925             | Georges Brésard                        | Bloc National | Négociant à Gray                                                                                            |
| 1919                                     | 1925             | M. Pichat                              | Bloc National | |
| 1925                                     | 1940             | Henri Brusset                          | Républicain   | Médecin à Gray                                                                                              |
| 1925                                     | 1937             | M. Bouvet                              | Républicain   | |
| 1937                                     | 1940             | Louis Cardon                           |               | Négociant, adjoint au maire de Gray                                                                         |
| 1940                                     |                  |                                        |               | Les conseils d'arrondissement ont été suspendus par la loi du 12 octobre 1940 et n'ont jamais été réactivés |
| Les données manquantes sont à compléter. |                  |                                        |               | |

### Conseillers généraux de 1833 à 2015
| Période | Période          | Identité                                 | Étiquette   | Qualité |
| ------- | ---------------- | ---------------------------------------- | ----------- | --- |
| 1833    | 1836             | Claude Joseph Dufournel (1781-1855)      |             | Négociant à Gray |
| 1836    | 1837             | Claude-François Révon                    |             | Banquier - Maire de Gray (1840-1867) |
| 1837    | 1843 (décès)     | Clériade Marie Joseph Darche (1777-1843) |             | Avocat, propriétaire à Leffond |
| 1843    | 1848             | François Louis Joseph Baron de Klinglin  |             | Maire de Saint-Loup-lès-Gray |
| 1848    | 1870             | Claude-François Révon                    |             | Banquier - Maire de Gray (1840-1867) |
| 1870    | 1887 (démission) | Louis Jobard                             | Républicain | Directeur d'usine Maire de Gray (1869-1876) Sénateur (1876-1891) |
| 1887    | 1903 (décès)     | Maurice Signard                          | Républicain | Médecin Maire de Gray (1882-1903), conseiller d'arrondissement - Député (1889-1897) Sénateur (1897-1900 et 1903) Président du Conseil Général                                                                                  |
| 1904    | 1919             | Maurice Couyba                           | Rad.        | Professeur Député (1897-1907) - Sénateur (1907-1920) Ministre (1911 à 1914) |
| 1919    | 1940             | Moïse Lévy                               | Rad.        | Administrateur de société Maire de Gray (1935-1940) Sénateur (1936-1940) Révoqué par le Gouvernement de Vichy en 1941 |
|         |                  |                                          |             | |
| 1943    | 1945             | Joseph Fimbel                            |             | Maire de Gray (1940-1944) Nommé conseiller départemental en 1943 |
|         |                  |                                          |             | |
| 1945    | 1951             | Gustave Boiteux                          | SFIO        | Retraité Adjoint au Maire de Gray |
| 1951    | 1976             | Pierre Vitter                            | RPF puis RI | Pharmacien Sénateur RPF (1948-1952) Député RI puis UDF (1956-1978) Maire de Gray (1947-1977) Président du Conseil général (1971-1976)                                                                                          |
| 1976    | 1982             | André Lanquetin (1925-1992)              | PS          | Conseiller municipal d'Arc-lès-Gray président du District urbain de Gray de 1977 à 1983. |
| 1982    | 2001             | Christian Bergelin                       | RPR         | Transporteur Député (1981-1986 et 1988-2002) Secrétaire d'État (1986-1988) Président du Conseil général (1989-1998) Maire de Gray (1995-1998) Président du District urbain de Gray (1989-1995) Sénateur (2002)                 |
| 2001    | 2008             | Patrice Debray                           | UMP         | Médecin généraliste Député (2008-2010) Vice-président du Conseil régional (1998-2004) Conseiller municipal de Gray (2008-2010) Président du District urbain de Gray (1995-2001) Suppléant du député Alain Joyandet (2002-2008) |
| 2008    | 2015             | Claudy Chauvelot-Duban                   | PS          | Chargée de formation Conseillère municipale de Gray Vice-Présidente du Conseil Général |

### Conseillers départementaux à partir de 2015
| Période élective | Période élective | Mandat | Mandat   | Identité               | Nuance | Nuance | Qualité |
| ---------------- | ---------------- | ------ | -------- | ---------------------- | ------ | ------ | --- |
| 2015             | 2021             | 2015   | 2021     | Claudy Chauvelot-Duban |        | PS     | Chargée de formation Conseillère municipale de Gray (2001-2015) 2ème puis 1ère Vice-Présidente du Conseil départemental Conseillère régionale |
| 2015             | 2021             | 2015   | 2021     | Serge Toulot           |        | DVG    | Chef d'entreprise Maire d'Arc-lès-Gray (1983-2020) Président de la Commission Finances Ancien conseiller régional (1986-1998)                 |
| 2021             | 2028             | 2021   | en cours | Laurent Bailly         |        | DVG    | Directeur d'école, Arc-lès-Gray, adjoint au maire de Gray-la-Ville                                                                            |
| 2021             | 2028             | 2021   | en cours | Claudy Chauvelot-Duban |        | PS     | conseillère régionale, 1ère Vice-Présidente du Conseil départemental                                                                          |

### Résultats détaillés

#### Élections de mars 2015
À l'issue du 1er tour des élections départementales de 2015, trois binômes sont en ballottage : Claudy Chauvelot-Duban et Serge Toulot (DVG, 37,58 %), Karine Champy et Arnaud Gerard (FN, 30,42 %) et Michel Alliot et Jocelyne Debellemaniere (UMP, 28,31 %). Le taux de participation est de 56,83 % (5 931 votants sur 10 437 inscrits) contre 59,21 % au niveau départemental et 50,17 % au niveau national.
Au second tour, Claudy Chauvelot-Duban et Serge Toulot (DVG) sont élus avec 42,91 % des suffrages exprimés et un taux de participation de 58,93 % (2 547 voix pour 6 151 votants et 10 437 inscrits).

#### Élections de juin 2021
Le premier tour des élections départementales de 2021 est marqué par un très faible taux de participation (33,26 % au niveau national). Dans le canton de Gray, ce taux de participation est de 41,01 % (4 020 votants sur 9 803 inscrits) contre 40,34 % au niveau départemental. À l'issue de ce premier tour, deux binômes sont en ballottage : Laurent Bailly et Claudy Chauvelot-Duban (DVG, 41,95 %) et Annick Gabiot et Christophe Laurençot (DVD, 38,23 %).
Le second tour des élections est marqué une nouvelle fois par une abstention massive équivalente au premier tour. Les taux de participation sont de 34,36 % au niveau national, 42,9 % dans le département et 47,15 % dans le canton de Gray. Laurent Bailly et Claudy Chauvelot-Duban (DVG) sont élus avec 51,54 % des suffrages exprimés (2 247 voix pour 4 623 votants et 9 805 inscrits),,.

## Composition

### Composition avant 2015
Le canton de Gray regroupait 21 communes.
| Nom                  | Code Insee | Codepostal | Superficie (km2) | Population (dernière pop. légale) | Densité (hab./km2) |
| -------------------- | ---------- | ---------- | ---------------- | --------------------------------- | ------------------ |
| Gray (chef-lieu)     | 70279      | 70100      | 20,26            | 5 716 (2012)                      | 282                |
| Ancier               | 70018      | 70100      | 4,42             | 483 (2012)                        | 109                |
| Angirey              | 70022      | 70700      | 8,87             | 132 (2012)                        | 15                 |
| Apremont             | 70024      | 70100      | 14,40            | 456 (2012)                        | 32                 |
| Arc-lès-Gray         | 70026      | 70100      | 12,10            | 2 541 (2012)                      | 210                |
| Battrans             | 70054      | 70100      | 5,32             | 226 (2012)                        | 42                 |
| Champtonnay          | 70124      | 70100      | 5,24             | 80 (2012)                         | 15                 |
| Champvans            | 70125      | 70100      | 7,15             | 213 (2012)                        | 30                 |
| Cresancey            | 70185      | 70100      | 9,60             | 194 (2012)                        | 20                 |
| Esmoulins            | 70218      | 70100      | 4,48             | 154 (2012)                        | 34                 |
| Germigney            | 70265      | 70100      | 15,10            | 176 (2012)                        | 12                 |
| Gray-la-Ville        | 70280      | 70100      | 3,97             | 982 (2012)                        | 247                |
| Igny                 | 70289      | 70700      | 10,03            | 189 (2012)                        | 19                 |
| Noiron               | 70389      | 70100      | 5,58             | 55 (2012)                         | 9,9                |
| Onay                 | 70394      | 70100      | 6,68             | 71 (2012)                         | 11                 |
| Saint-Broing         | 70461      | 70100      | 10,17            | 119 (2012)                        | 12                 |
| Saint-Loup-Nantouard | 70466      | 70100      | 7,64             | 107 (2012)                        | 14                 |
| Sauvigney-lès-Gray   | 70479      | 70100      | 10,44            | 109 (2012)                        | 10                 |
| Le Tremblois         | 70505      | 70100      | 5,49             | 190 (2012)                        | 35                 |
| Velesmes-Échevanne   | 70528      | 70100      | 22,11            | 517 (2012)                        | 23                 |
| Velet                | 70529      | 70100      | 6,05             | 385 (2012)                        | 64                 |

### Composition depuis 2015
Le nouveau canton de Gray comprend vingt-quatre communes entières.
| Nom                          | Code Insee | Intercommunalité   | Superficie (km2) | Population (dernière pop. légale) | Densité (hab./km2) | Modifier                                    |
| ---------------------------- | ---------- | ------------------ | ---------------- | --------------------------------- | ------------------ | ------------------------------------------- |
| Gray (bureau centralisateur) | 70279      | CC Val de Gray     | 20,26            | 5 455 (2022)                      | 269                | modifier les données · modifier les données |
| Ancier                       | 70018      | CC Val de Gray     | 4,42             | 521 (2022)                        | 118                | modifier les données · modifier les données |
| Angirey                      | 70022      | CC des Monts de Gy | 8,87             | 155 (2022)                        | 17                 | modifier les données · modifier les données |
| Apremont                     | 70024      | CC Val de Gray     | 14,40            | 432 (2022)                        | 30                 | modifier les données · modifier les données |
| Arc-lès-Gray                 | 70026      | CC Val de Gray     | 12,10            | 2 410 (2022)                      | 199                | modifier les données · modifier les données |
| Battrans                     | 70054      | CC Val de Gray     | 5,32             | 210 (2022)                        | 39                 | modifier les données · modifier les données |
| Champtonnay                  | 70124      | CC Val de Gray     | 5,24             | 80 (2022)                         | 15                 | modifier les données · modifier les données |
| Champvans                    | 70125      | CC Val de Gray     | 7,15             | 174 (2022)                        | 24                 | modifier les données · modifier les données |
| Cresancey                    | 70185      | CC Val de Gray     | 9,60             | 183 (2022)                        | 19                 | modifier les données · modifier les données |
| Esmoulins                    | 70218      | CC Val de Gray     | 4,48             | 128 (2022)                        | 29                 | modifier les données · modifier les données |
| Essertenne-et-Cecey          | 70220      | CC Val de Gray     | 11,30            | 419 (2022)                        | 37                 | modifier les données · modifier les données |
| Germigney                    | 70265      | CC Val de Gray     | 15,10            | 140 (2022)                        | 9,3                | modifier les données · modifier les données |
| Gray-la-Ville                | 70280      | CC Val de Gray     | 3,97             | 928 (2022)                        | 234                | modifier les données · modifier les données |
| Igny                         | 70289      | CC Val de Gray     | 10,03            | 208 (2022)                        | 21                 | modifier les données · modifier les données |
| Mantoche                     | 70331      | CC Val de Gray     | 16,58            | 454 (2022)                        | 27                 | modifier les données · modifier les données |
| Nantilly                     | 70376      | CC Val de Gray     | 10,00            | 441 (2022)                        | 44                 | modifier les données · modifier les données |
| Noiron                       | 70389      | CC Val de Gray     | 5,58             | 58 (2022)                         | 10                 | modifier les données · modifier les données |
| Onay                         | 70394      | CC Val de Gray     | 6,68             | 62 (2022)                         | 9,3                | modifier les données · modifier les données |
| Saint-Broing                 | 70461      | CC Val de Gray     | 10,17            | 108 (2022)                        | 11                 | modifier les données · modifier les données |
| Saint-Loup-Nantouard         | 70466      | CC Val de Gray     | 7,64             | 122 (2022)                        | 16                 | modifier les données · modifier les données |
| Sauvigney-lès-Gray           | 70479      | CC Val de Gray     | 10,44            | 97 (2022)                         | 9,3                | modifier les données · modifier les données |
| Le Tremblois                 | 70505      | CC Val de Gray     | 5,49             | 156 (2022)                        | 28                 | modifier les données · modifier les données |
| Velesmes-Échevanne           | 70528      | CC Val de Gray     | 22,11            | 489 (2022)                        | 22                 | modifier les données · modifier les données |
| Velet                        | 70529      | CC Val de Gray     | 6,05             | 373 (2022)                        | 62                 | modifier les données · modifier les données |
| Canton de Gray               | 7002       |                    | 232,98           | 13 803 (2022)                     | 59                 | modifier les données                        |

## Démographie

### Démographie avant 2015
| 1962   | 1968   | 1975   | 1982   | 1990   | 1999   | 2006   | 2011   | 2012   |
| ------ | ------ | ------ | ------ | ------ | ------ | ------ | ------ | ------ |
| 13 627 | 14 830 | 16 156 | 15 466 | 14 728 | 14 280 | 13 672 | 13 321 | 13 095 |

### Démographie depuis 2015
En 2022, le canton comptait 13 803 habitants, en évolution de −2,25 % par rapport à 2016 (Haute-Saône : −1,4 %, France hors Mayotte : +2,11 %).
| 2013   | 2018   | 2022   |
| ------ | ------ | ------ |
| 14 249 | 14 147 | 13 803 |